# Google Science Fair
La Google Science Fair (abbreviata GSF) è una competizione scientifica sponsorizzata da Google Inc., LEGO Education, National Geographic, Scientific American e (dall'edizione 2014) Virgin Galactic. La competizione è aperta a ragazzi dai 13 ai 18 anni provenienti da ogni parte del mondo (esclusi Cuba, Sudan, Siria e altri Paesi sanzionati dagli USA) e che premia i progetti più innovativi ed in grado di cambiare il mondo (Change the World). La prima edizione della competizione risale al 2011.

## Svolgimento
Ogni partecipante può iscriversi alla competizione sul sito ufficiale come singolo oppure membro di un team (max. 3 persone per team), dopo l'iscrizione ogni partecipante dovrà ottenere (via e-mail) il consenso di un genitore per partecipare alla competizione, dopodiché potrà iniziare a lavorare al suo progetto da consegnare entro la data di scadenza (fuso orario del Pacifico). Tutti i lavori saranno esaminati da una giuria di esperti, solamente 90 progetti passerranno alla fase successiva, durante l'ultima fase verranno scelti 15 progetti che si contenderranno il Primo Premio e il Premio per Età. I 15 partecipanti saranno inoltre invitati a Mountain View per partecipare alla premiazione finale e visitare la sede centrale di Google.

## Premi
I vari sponsor della competizione mettono a disposizione dei premi:
- Computer Science Award: è il premio dato ad un progetto innovativo (ed in grado di fare la differenza) nel campo dell'informatica.
- Voter's Choice Award: è il premio dato al progetto che ha ricevuto più voti dal pubblico.
- Science In Action: è il premio (indetto da Scientific American) che premia un progetto che è stato in grado di risolvere in modo diretto una problematica sociale/ambientale.